# Ekonomika zdrowia
Ekonomika zdrowia – dziedzina ekonomii zajmująca się gospodarowaniem zasobami w systemie opieki zdrowotnej. W szerszym znaczeniu jest to dziedzina obejmująca zarządzanie niedostatkiem środków finansowych w stosunku do nieograniczonego zapotrzebowania na rynku usług zdrowotnych.
W Polsce rozwój ekonomiki zdrowia nastąpił w latach 70. XX wieku – kiedy w krajach rozwiniętych wzrosły koszty związane z opieką zdrowotną. Do podejmowania działań w obszarze ochrony zdrowia niezbędne są narzędzia – ekonomiczne analizy i oceny.
Do najbardziej powszechnych analiz stosowanych w ekonomice zdrowia należą:
- CEA – cost-effectiveness analysis, analiza kosztów-efektywności
- CBA – cost- benefit analysis, analiza kosztów i korzyści
- CUA – cost- utility analysis, analiza kosztów i użyteczności uwzględniająca także jakość i preferencje wynikające z programów zdrowotnych
- Cost of illness, analiza kosztów choroby, ocena ekonomicznych skutków występowania danego stanu zdrowia.

W podejmowaniu decyzji ekonomicznych stosowana jest również ocena technologii medycznych – Health Technology Assessment (w Polsce działa Agencja Oceny Technologii Medycznych, jednostka podległa Ministerstwu Zdrowia) oraz techniki oceny metod leczniczych EBM – Evidence Based Medicine. Mniej znane są EBLM – Evidence Based Laboratory Medicine i EBHD – Evidence Based Hospital Design. Wymienione analizy mają służyć racjonalnemu wydatkowaniu środków na ochronę zdrowia.